# Metaconchoecia distoglandula
Metaconchoecia distoglandula är en kräftdjursart som beskrevs av V. G. Chavtur och Angel 2004. Metaconchoecia distoglandula ingår i släktet Metaconchoecia och familjen Halocyprididae. Inga underarter finns listade i Catalogue of Life.